# Били Грийн
Били Грийн (на английски: Billie Green) е американска писателка на произведения в жанра любовен роман.

## Биография и творчество
Били Грийн е родена през 1946 г. в САЩ. В периода 1983-1994 г. пише 30 любовни романа, след което прекратява писателската си кариера. Тя е носител на награда за цялостен принос от списание „Romantic Times“.

## Произведения

### Самостоятелни романи
- A Very Reluctant Knight (1983)
- A Tryst with Mr. Lincoln ? (1983)
- Once in a Blue Moon (1983)
- Temporary Angel (1984)
- The Last Hero (1984)
- To See the Daisies... First (1984)
- The Count from Wisconsin (1984)
- Dreams of Joe (1985)
- A Tough Act to Follow (1985)
- Jesse's Girl (1986)
- Glory Bound (1986)
- A Special Man (1986)
- Има такава любов, Mrs. Gallagher and the Ne'er Do Well (1986)
- Любовна война, Makin' Whoopie (1987)
- Voyage of the Nightingale (1987)
- Loving Jenny (1987)
- Time After Time (1987)
- Always Amy: Now and Forever (1988)
- Waiting for Lila (1989)
- Bad for Each Other (1989)
- Sweet and Wilde (1990)
- Starbright (1991)
- In Annie's Eyes (1991)
- Man from the Mist (1992)
- That Boy from Trash Town (1992)
- Wildfire (1993)
- Върни се, любими, Baby, Come Back (1994)
- Star-Walker (1994)

### Участие в общи серии с други писатели

#### Серия „Сега и завинаги“ (Now and Forever)
- Always Amy (1988)

от серията има още 6 романа от различни автори

#### Серия „Скъпоценни истории“ (Treasured Tales)
- Baby, Come Back (1994)

от серията има още 19 романа от различни автори

### Сборници новели
- Silhouette Summer Sizzlers (1988) – с участието на Барбара Фейт и Джоан Хол